# Hazel Hawke
Hazel Hawke (de soltera Masterson; Perth, Australia, 20 de julio de 1929-ibidem, 23 de mayo de 2013) fue una prominente australiana y la primera esposa de Bob Hawke, primer ministro de Australia (y el primer ministro de la ALP con más años de servicio) de 1983 a 1991. Se divorciaron en 1995. trabajó en las áreas de política social, y fue una pianista aficionada y una mecenas de las artes. Después de ser diagnosticada con la enfermedad de alzheimer, hizo apariciones públicas con el fin de crear conciencia sobre la enfermedad.

## Biografía
Hazel Masterson nació en Perth, Australia Occidental en 1929. Conoció a su futuro esposo Bob Hawke en una comunión de la iglesia en Perth. Se casaron el 3 de marzo de 1956. Vivieron en Melbourne entre 1958-1983, incluso durante su mandato como Presidente del Consejo Australiano de Sindicatos (1969-1980). Bob pasó gran parte de su tiempo en Canberra después de su elección al Parlamento en 1980. Después de que él fue nombrado primer ministro el 11 de marzo de 1983, la familia vivió en The Lodge en Canberra, hasta que Hawke fue sustituido como primer ministro por Paul Keating en diciembre de 1991.
Durante su matrimonio, Bob Hawke tuvo un romance con Blanche d'Alpuget en la década de 1970. Hawke propuso a su amante casarse con ella en 1978, pero más tarde retiró la oferta diciendo que el divorcio con Hazel podría costarle tres por ciento (3 %) de los votos para su elección segura. D'Alpuget estuvo inicialmente tan molesta por la decisión de Hawke de no dejar a Hazel que consideraba asesinarlo o quitarse la vida, pero se reconciliaron como amigos; tanto así que ella llegó a ser su biógrafa oficial. De 1980 a 1982 d'Alpuget trabajó estrechamente con Hawke en la preparación de su biografía. En 1988 Hawke y d'Alpuget reanudaron su relación pero permaneció comprometido con su esposa durante su primer mandato. Después de dejar el cargo en 1991, él y Hazel anunciaron su separación y luego se divorció. Hawke y d'Alpuget se casaron en 1995.
Hazel tuvo cuatro hijos con Bob Hawke: Susan Pieters-Hawke (nacida en 1957), Stephen (nacido en 1959), Rosslyn (nacida en 1960) y Robert Jr, quien murió en su infancia.

## Honores
En junio de 2001 fue nombrada Oficial de la Orden de Australia. La cita lee: "Por el servicio a la comunidad, especialmente a través de la promoción del proceso de reconciliación, el apoyo a la mejora continua en la calidad de la televisión infantil, como factor que contribuye a la preservación de los elementos patrimoniales, y la participación con los grupos de preservación del medio ambiente y la vida silvestre".